# 小田豊四郎
小田 豊四郎（おだ とよしろう、1916年3月13日 - 2006年8月3日）は、日本の実業家。六花亭創業者。北海道函館市出身。

## 来歴
旧制野付牛中学校（現・北海道北見北斗高等学校）卒業。父の事業の失敗で進学を断念し、1933年に母方の叔父・岡部式二が経営する札幌千秋庵に入社。
1937年にもう一人の叔父・岡部勇吉が創業した帯広千秋庵（現在の六花亭の前身）の経営を引き継ぐ。当初は同業他社が多かったことから苦戦を強いられる。だが、1939年に価格等統制令が敷かれ、他の店が砂糖不足で思うように商品を作れなくなった際、知人の会社社長の薦めもあり、前もって砂糖を大量に購入していたため、小田の店は従来どおりに製品を作ることができ、次第に客足が増えるようになった。
1952年に帯広市の開基70周年記念式典の記念品として開発した最中菓子「ひとつ鍋」（命名は依田勉三の句の一節にちなむ）がヒット商品となり、以後も「男爵」「リッチランド」「十勝日誌」などの人気商品を生み出す。
1967年にヨーロッパを旅行した際、当地では小さな菓子店でもチョコレートが製造されていることを知り、帰国後自社オリジナルのチョコレート製品の開発に乗り出す。当時の日本ではチョコレート製造は、大手メーカーの独擅場であった。従来のチョコレートとともに製造・販売を開始したホワイトチョコレートは、1970年代前半の北海道旅行ブームで注目され、爆発的な人気商品となった。
1977年の札幌出店を機に、千秋庵からの独立を決め、屋号を「六花亭製菓」と改め、初代社長に就任。1995年に社長の座を息子の小田豊に譲り、会長に退く。
文化振興にも力を入れ、「サイロの会」代表として1960年に月刊児童詩誌「サイロ」を創刊。1998年には「菓子づくりと地域文化への貢献」の功績により北海道新聞文化賞を受賞。また、「食を通しての街づくり」「北海道の食文化の発展」を願い、寄与することを目的として2003年に特定非営利活動法人「小田豊四郎記念基金」を設立した。
2006年8月3日、老衰のため死去。

## 出版

### 関連書籍
- 『一生青春一生勉強』（編者:六花亭製菓株式会社）（1993年9月、六花亭製菓）- 六花亭の創業者、小田豊四郎の自伝
- 『お菓子の詩 商業史発掘ノンフィクションシリーズ』（1995年10月12日、商業界）- 六花亭の創業者、小田豊四郎の半生を描いた本 ISBN 9784785501464
- 『お菓子の街をつくった男 帯広・六花亭物語』（1999年4月1日、文溪堂）- 六花亭製菓会長・小田豊四郎の物語 ISBN 9784894232273